# Crossed
Crossed — комикс, написанный Гартом Эннисом и иллюстрированный Джейсеном Берроузом (первые десять выпусков), опубликованный издательством Avatar Press. Последующие выпуски Crossed: Family Values, Crossed 3D и Crossed: Psychopath были написаны Дэвидом Лэпэмом. Новая серия, Crossed: Badlands, написана и нарисована сменяющимися творческими группами. Франшиза также породила два веб-комикса: Crossed: Wish You Were Here, который выходил в 2012—2014 годах, и Crossed: Dead or Alive, который начал выходить в ноябре 2014 года.

## Синопсис
Сюжет повествует о выживших, столкнувшихся с пандемией, которая заставляет своих жертв воплощать в жизнь самые злые мысли. Носители вируса обычно известны как «Крестоносцы» (англ. Crossed) из-за большой, похожей на крест сыпи, которая появляется на их лицах. Эта зараза распространяется в основном через телесные жидкости, что Крестоносцы используют с большим успехом, обрабатывая оружие своими жидкостями, а также через другие формы прямого контакта с жидкостями, такие как изнасилование и укусы, при условии, что жертва проживет достаточно долго, чтобы заразиться. Основное отличие Крестоносцев от других вымышленных эпидемий зомби или вирусов безумия заключается в том, что, хотя Крестоносцы превращаются в психопатов-убийц, они сохраняют базовый человеческий уровень интеллекта: так, они по-прежнему способны пользоваться инструментами и оружием, водить транспортные средства, устанавливать сложные ловушки и выполнять другие действия. Иногда в комиксе отмечается, что Крестоносцы сохраняют все навыки, которыми обладали до заражения; большинству просто не хватает терпения или здравомыслия, чтобы делать что-то, не связанное с их порочными импульсами.
Зараза распространилась по всему миру: Крестоносцы убивали, насиловали, занимались каннибализмом и калечили ради забавы, правительства и военные были уничтожены, друзья и родственники убивали друг друга всем, что попадалось под руку, а города превратились в огромные склепы. Большая часть Ближнего Востока была стёрта с лица земли, когда Израиль применил ядерное оружие. Последним организованным действием правительства США было закрытие как можно большего количества атомных электростанций, а затем убийство ученых и техников-ядерщиков, чтобы они не смогли возобновить работу станций. Одна за другой захватываются оставшиеся военные базы. Вскоре человеческая цивилизация практически исчезла, а человечество становится исчезающим видом.